# Pallenopsis obliqua
Pallenopsis obliqua är en havsspindelart som först beskrevs av Thomson, G.M., och fick sitt nu gällande namn av  1884. Pallenopsis obliqua ingår i släktet Pallenopsis och familjen Phoxichilidiidae. Inga underarter finns listade i Catalogue of Life.